# Washington (estación del trolebús de Guadalajara 1976 y 1988)
La estación de Washington se encuentra ubicada al cruce de la avenida Federalismo Sur y la avenida Washington o circunvalación Agustín Yáñez y la calle Francia en la ciudad de Guadalajara, México.
La estación Washington pertenecía a la línea Eje Norte y Sur del Trolebús de Guadalajara, esta estación es subterránea desde 1984.
La estación se conecta y presta servicio a las colonias como: La Moderna y al centro de la ciudad de Guadalajara.
Su logo es el busto del presidente de los Estados Unidos George Washington.

## Historia del nombre la estación
George Washington (22 de febrero de 1732-14 de diciembre de 1799).
Militar que fue el primer presidente de los Estados Unidos (1789-1797) y comandante en jefe del Ejército Continental de las fuerzas revolucionarias en la Guerra de Independencia de los Estados Unidos (1775–1783).

## Puntos de interés
- Santuario del Perpetuo Socorro
- Monumento de la República Mexicana representado como fuente en La Plaza de La Federación
- Televisora, de Televisa Guadalajara
- Colonia La Moderna y otras

- Datos: Q6166480